# Pajeltusjaure
Pajeltusjaure är en sjö i Gällivare kommun i Lappland och ingår i Kalixälvens huvudavrinningsområde. Sjön har en area på 0,113 kvadratkilometer och ligger 489 meter över havet. Pajeltusjaure ligger i Kaitum fjällurskog Natura 2000-område.

## Delavrinningsområde
Pajeltusjaure ingår i det delavrinningsområde (749195-171546) som SMHI kallar för Ovan VDRID = Akkajoki i Kalixälvens vattendragsyta. Medelhöjden är 448 meter över havet och ytan är 46,77 kvadratkilometer. Räknas de 155 avrinningsområdena uppströms in blir den ackumulerade arean 2 662,97 kvadratkilometer. Avrinningsområdets utflöde Kalixälven (Kaitumälven) mynnar i havet. Avrinningsområdet består mestadels av skog (71 procent) och sankmarker (23 procent). Avrinningsområdet har 1,9 kvadratkilometer vattenytor vilket ger det en sjöprocent på 4,1 procent.